# Stará hudba
Pojem stará hudba je přibližné označení pro evropské hudební styly  od středověké přes renesanční po barokní hudbu, tedy zhruba po období kolem roku 1750. (Pro hudbu antiky a středověku se používá označení raná hudba.) Odpovídající termín ve výtvarném umění jsou staří mistři. 

## Charakteristika
Až na výjimky je pro starou hudbu typické, že její interpretační tradice byla přinejmenším v části 18. a 19. století přerušena, to znamená, že se po určitou dobu tato hudba téměř neprovozovala. Její znovuobjevování začalo ve druhé třetině 19. století, kdy se začalo opět uvádět dílo Bachovo; mezníkem byla obnovená premiéra Matoušových pašijí, které roku 1829 nastudoval Felix Mendelssohn-Bartholdy. Postupně pak až do 20. století byly posluchačské veřejnosti zpřístupňovány stále starší etapy vývoje hudby. Zároveň se na základě dochovaných dokumentů prohlubovalo chápání staré hudby, což vedlo k hnutí usilujícímu o autentickou (tzv. „poučenou“) interpretaci staré hudby, interpretaci co nejvíce věrnou tomu, jak byla tato hudba provozována v dobách svého vzniku, včetně použití dobových nástrojů či jejich věrných kopií.